# Бланкензе (Передняя Померания)
Бланкензе (нем. Blankensee) — община в Германии, в земле Мекленбург-Передняя Померания.
Входит в состав района Иккер-Рандов. Подчиняется управлению Лёкниц-Пенкун. Население составляет 553 человека (2009); в 2003 г. — 303. Занимает площадь 34,21 км².
| Год  | Население |
| ---- | --------- |
| 1991 | 412       |
| 1995 | 383       |
| 2000 | 344       |
| 2005 | 590       |
| 2010 | 550       |